# 福留知恵
福留 知恵（ふくどめ ともえ）は、鹿児島県を拠点に活躍する日本の女性ローカルタレント。
MBCタレントの一員でもある。ニックネームは「トメ」「トメちゃん」。

## 人物
- 熱狂的なジャニーズファン(ジャニファン）でラジオレギュラー番組内では自分のことを「ティーチャー」と呼ばせている。
- 学生時代はアマチュアバンドでボーカルとして、数々のコンテスト荒しとして、鹿児島県内の業界関係者の間では有名であった。
- ポニーメイツ卒業後にMBCタレントになる。永年ラジオスタッフ・ラジオショッピングMCなどを務めてきたが、熱狂的ジャニーズファンであり、それが縁で2008年よりラジオのメインレギュラー番組を獲得。
- 好きな色はショッキングピンク、プライベートのファッションはピンク一色、『MBCのパー子』と呼ばれることもある。
- 実家は鹿児島市内にある寿司屋を営んでいる。

## 過去の担当番組
- Precious Music（金曜担当パーソナリティー 2009.4-2015.3）
- たけまる商店・営業中「お昼だ！トメリク」生中継レポーター（2013.1-2014.3）
- スマイリー園田のLive Alive
- ラジマガwink 火曜（番組内コーナー「おJの教室」は九州のローカルラジオ唯一のジャニーズ専門番組）
- ラジオショッピング（「悦ちゃんのたんぽぽクラブ」内）